# Vaccinium ovatum

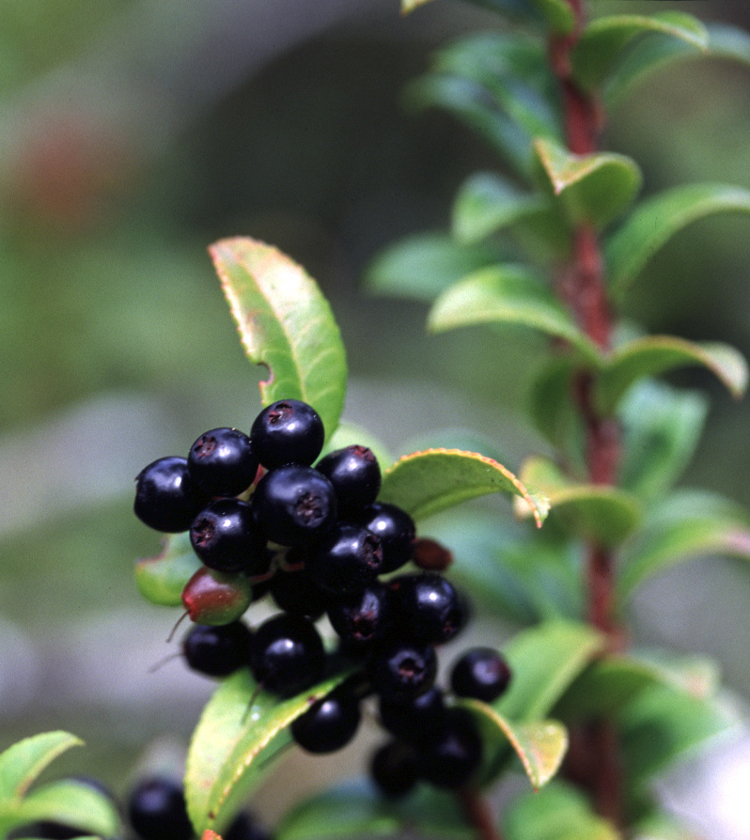
Quả chín của V. ovatum

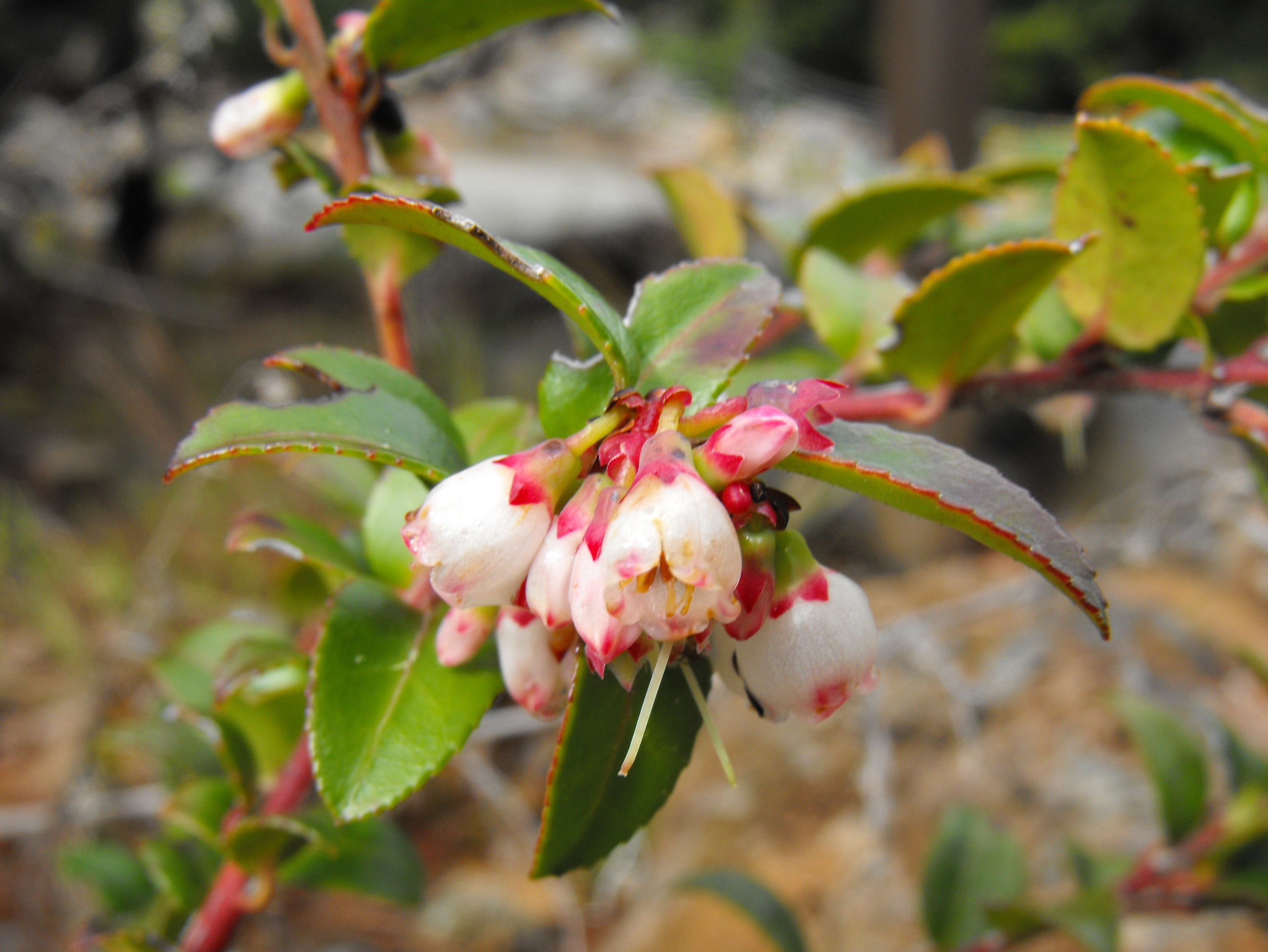
Hoa và lá của V. ovatum

Vaccinium ovatum, còn được biết đến qua nhiều cái tên như việt quất thường xanh, việt quất mùa đông, việt quất California, là một loài thực vật có hoa thuộc chi Việt quất. V. ovatum được mô tả lần đầu tiên bởi Frederick Traugott Pursh vào năm 1813.

## Phạm vi
V. ovatum được cho là loài bản địa có nguồn gốc từ bang California, Hoa Kỳ. Tuy nhiên, nó lại được tìm thấy ở các khu vực dọc bờ tây Bắc Mỹ, bắt đầu từ bang British Columbia, Canada tới tận California, Hoa Kỳ. V. ovatum thường mọc trong các khu rừng lá kim và rừng thường xanh hỗn hợp, trên các thân cây gỗ mục, cùng với loài việt quất đỏ (Vaccinium parvifolium), tập trung nhiều ở phía bắc California.
V. ovatum thường mọc chung với các loại dương xỉ như Polystichum munitum, Dryopteris arguta, các cây họ Kim ngân như Symphoricarpos mollis, Symphoricarpos albus, và mâm xôi Rubus parviflorus.

## Mô tả
V. ovatum là một loại cây bụi thường xanh cỡ nhỏ, cao đến 2,5 m (có khi lên đến 4 m trong bóng râm) nhưng với tốc độ chậm. Loài này ưa đất chua, phát triển tốt khi tiếp xúc với ánh mặt trời hoặc bóng râm. V. ovatum rất nhạy cảm với giá rét. Thân và cành có màu đỏ tía. Lá hình trứng, xếp xen kẽ, màu xanh đậm và bóng mượt, dài khoảng 2 - 3 cm và rộng khoảng 1 cm, mép lá có răng cưa mịn, ra lá vào mùa đông (tháng 12 đến tháng 1 năm sau). Hoa mọc thành cụm, có màu trắng phớt hồng, hình chuông úp, nở từ tháng 4 đến tháng 5. Quả mọng chín vào tháng 10 đến 12, đường kính khoảng 1 cm, lúc đầu có màu đỏ, chuyển sang xanh đen khi chín, ăn được, vị ngọt nhưng không có gì đặc biệt cho lắm.

## Sử dụng
Quả mọng có thể ăn sống hoặc phơi khô dự trữ, thường được cho vào các món bánh nướng hay làm mứt. Lá và quả khô được dùng để nấu trà thảo mộc. V. ovatum cũng được trồng làm cây cảnh, góp phần duy trì chủng loài của nó.